# Mexico's Next Top Model (mùa 1)
Mexico's Next Top Model, Mùa 1 là mùa đầu tiên của Mexico's Next Top Model. Chương trình được chiếu trên Sony Entertainment Television vào ngày 1 tháng 10 năm 2009. Chương trình được host bởi siêu mẫu Elsa Benitez, nhằm mục đích tìm ra người mẫu thời trang hàng đầu tiếp theo.
Người chiến thắng trong cuộc thi mùa này là Mariana Bayón, 18 tuổi từ Torreón. Cô nhận được:
- 1 hợp đồng người mẫu và đại diện của Shock Model Management trong 4 năm trị giá $100,000
- Xuất hiện trên ảnh bìa cùng với 6 trang biên tập cho tạp chí Glamour
- 1 chuyến đi tới San Francisco & Luân Đôn được tài trợ bởi Sedal
- Giải thưởng tiền mặt trị giá 20.000$ từ Sears

## Thí sinh
| Thí sinh               | Tuổi | Chiều cao               | Quê quán               | Bị loại ở | Hạng |
| ---------------------- | ---- | ----------------------- | ---------------------- | --------- | ---- |
| Kathya Rodríguez       | 19   | 1,75 m (5 ft 9 in)      | Mazatlán               | Tập 2     | 13   |
| Yatzil Rubio           | 22   | 1,80 m (5 ft 11 in)     | Naucalpan de Juárez    | Tập 3     | 12   |
| Isabel Nieto           | 22   | 1,73 m (5 ft 8 in)      | Ecatepec               | Tập 4     | 11   |
| Maria Fernanda Sánchez | 20   | 1,74 m (5 ft 8+1⁄2 in)  | Naucalpan de Juárez    | Tập 5     | 10   |
| Ana Laura Cubas        | 22   | 1,72 m (5 ft 7+1⁄2 in)  | San Pedro Garza García | Tập 6     | 9    |
| Silvia Noyola          | 19   | 1,70 m (5 ft 7 in)      | Mexico City            | Tập 7     | 8    |
| Anelís Echegaray       | 23   | 1,72 m (5 ft 7+1⁄2 in)  | Cuernavaca             | Tập 8     | 7    |
| Verónica Sánchez       | 18   | 1,79 m (5 ft 10+1⁄2 in) | San Luis Potosí        | Tập 9     | 6    |
| Andrea Carrión         | 20   | 1,71 m (5 ft 7+1⁄2 in)  | Zapopan                | Tập 10    | 5    |
| Paulina Haro           | 24   | 1,73 m (5 ft 8 in)      | Monterrey              | Tập 11    | 4    |
| Cecilia Pérez          | 21   | 1,77 m (5 ft 9+1⁄2 in)  | San Luis Potosí        | Tập 12    | 3    |
| Nohemí Hermosillo      | 18   | 1,71 m (5 ft 7+1⁄2 in)  | México                 | Tập 12    | 2    |
| Mariana Bayón          | 18   | 1,78 m (5 ft 10 in)     | Torreón                | Tập 12    | 1    |

## Thứ tự gọi tên
| Thứ tự | Tập      | Tập      | Tập      | Tập      | Tập      | Tập      | Tập      | Tập      | Tập      | Tập     | Tập     | Tập     | Tập     |
| Thứ tự | 1        | 2        | 3        | 4        | 5        | 6        | 7        | 8        | 9        | 10      | 11      | 12      | 12      |
| ------ | -------- | -------- | -------- | -------- | -------- | -------- | -------- | -------- | -------- | ------- | ------- | ------- | ------- |
| 1      | Cecilia  | Fernanda | Nohemí   | Anelís   | Nohemí   | Mariana  | Mariana  | Nohemí   | Nohemí   | Paulina | Nohemí  | Nohemí  | Mariana |
| 2      | Verónica | Verónica | Paulina  | Silvia   | Ana      | Nohemí   | Cecilia  | Mariana  | Paulina  | Cecilia | Cecilia | Mariana | Nohemí  |
| 3      | Ana      | Cecilia  | Mariana  | Andrea   | Andrea   | Cecilia  | Paulina  | Andrea   | Mariana  | Mariana | Mariana | Cecilia |         |
| 4      | Paulina  | Nohemí   | Cecilia  | Nohemí   | Cecilia  | Andrea   | Andrea   | Cecilia  | Cecilia  | Nohemí  | Paulina |         |         |
| 5      | Mariana  | Mariana  | Verónica | Paulina  | Paulina  | Paulina  | Anelís   | Verónica | Andrea   | Andrea  |         |         |         |
| 6      | Yatzil   | Isabel   | Anelís   | Mariana  | Silvia   | Silvia   | Nohemí   | Paulina  | Verónica |         |         |         |         |
| 7      | Silvia   | Andrea   | Ana      | Ana      | Mariana  | Verónica | Verónica | Anelís   |          |         |         |         |         |
| 8      | Nohemí   | Ana      | Fernanda | Fernanda | Verónica | Anelís   | Silvia   |          |          |         |         |         |         |
| 9      | Fernanda | Anelís   | Silvia   | Cecilia  | Anelís   | Ana      |          |          |          |         |         |         |         |
| 10     | Isabel   | Paulina  | Isabel   | Verónica | Fernanda |          |          |          |          |         |         |         |         |
| 11     | Anelís   | Silvia   | Andrea   | Isabel   |          |          |          |          |          |         |         |         |         |
| 12     | Kathya   | Yatzil   | Yatzil   |          |          |          |          |          |          |         |         |         |         |
| 13     | Andrea   | Kathya   |          |          |          |          |          |          |          |         |         |         |         |

     Thí sinh bị loại
     Thí sinh chiến thắng cuộc thi
- Tập 1 là tập casting, nhóm 20 thí sinh bán kết đã giảm xuống còn 13 thí sinh chung cuộc.

### Buổi chụp hình
- Tập 1: Thiên thần (casting)
- Tập 2: Dắt chó đi bộ trong đồ lót
- Tập 3: Tạo dáng trên những bộ vải sặc sỡ theo cặp
- Tập 4: Búp bê không trọng lực
- Tập 5: Thời trang cao cấp La Catrina
- Tập 6: Ảnh tù nhân của Top Model Jail
- Tập 7: Thời trang trên sàn đô vật
- Tập 8: Quảng cáo cho Sedal Co-Creations
- Tập 9: Mắc kẹt trong xe với bạn trai
- Tập 10: Những kiểu Telenovela khác nhau
- Tập 11: Frida Kahlo tự vẽ chân dung chính mình
- Tập 12: Tạo dáng trên không ở bãi biển; Quảng cáo cho Sedal Hair Care

### Diện mạo mới
- Ana: Nhuộm đen
- Anelis: Nối tóc dài và thêm mái ngố
- Andrea: Tóc ngắn vàng xù
- Cecilia: Tóc bob nâu
- Fernanda: Nhuộm màu đỏ đồng
- Isabel: Cắt ngắn 1 khúc và xù lên
- Mariana: Nhuộm màu vàng caramel
- Nohemi: Cắt ngắn 1 khúc và nhuộm vàng
- Paulina: Nhuộm màu vàng tối.
- Silvia: Cắt ngắn 1 khúc, ép thẳng và thêm nái ngố.
- Veronica: Tóc bob màu nâu sáng
- Yatzil: Tóc bob màu đỏ tía